# Oletta
Ne doit pas être confondu avec Olette.
Pour l’article homonyme, voir Oletta (piève).
Oletta est une commune française située dans la circonscription départementale de la Haute-Corse et le territoire de la collectivité de Corse. Elle appartient à l'ancienne piève d'Oletta dont elle était le chef-lieu, dans le Nebbio.

## Géographie

### Localisation
La commune est située au centre-est du Nebbio. C'est l'une des quatorze communes composant le canton de Biguglia-Nebbio.

### Géologie et relief

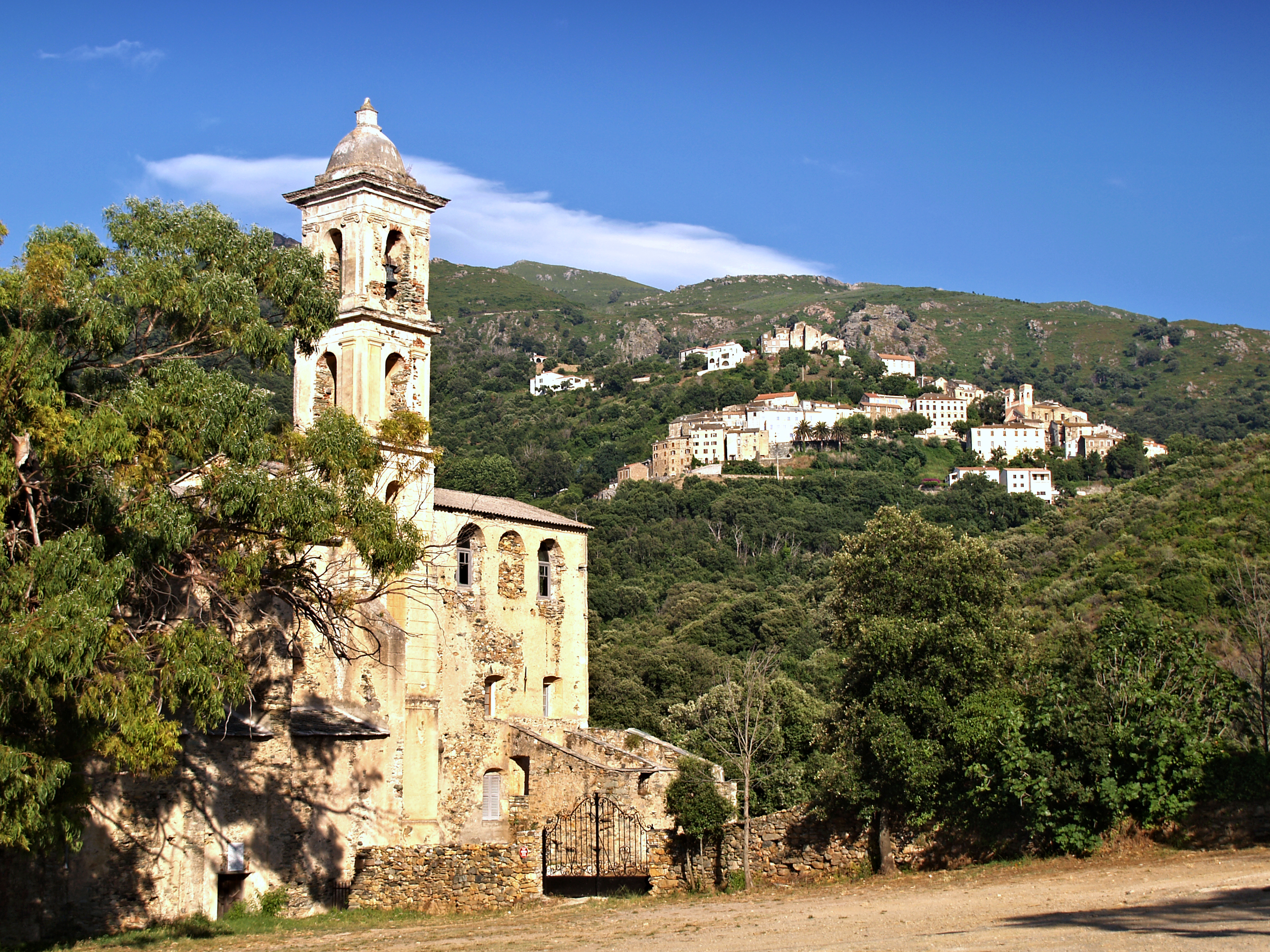
Vue du village depuis le couvent Saint-François.

La commune est appuyée à la dorsale du Cap Corse, la chaîne de montagne de la Serra qui se prolonge au sud via Teghime, le Lancone et le massif de Stella, avec le massif du San Petrone. Elle fait partie de la Corse schisteuse au nord-est de l'île appelée encore « l'en deçà des monts ». La ligne de crête orientale qui domine le village lui appartient. S'y trouve le plus haut sommet de la commune : Cime du Zuccarello (955 m). Côté occidental, Oletta possède une grande partie de la Conca d'Oro, une riche plaine alluviale qui a donné son nom au canton de la Conca-d'Oro.
Au nord-est de la commune, sont des collines calcaires aux sommets arrondis de la Serra di Agliastrello et du Monte Silva Mala. Elles se trouvent en bout des remarquables falaises blanches érodées de la zone géologique sédimentaire du secondaire barrant le côté oriental de Saint-Florent.
Limites territoriales
Les limites de son territoire sont représentées :
- à l'est, par une ligne longeant les flancs orientaux de Cime du Zuccarello, passant au-dessus du village de Biguglia, démarrant à l'est du mont Sant Antonio (770 m), passant par Bocca di U Sambuccu (573 m) et Monte Alzitano (669 m) ;
- au sud, par une ligne qui la sépare d'Olmeta-di-Tuda, d'abord ligne de crête partant du Monte Alzitano, passant par les Pointe des Trovelli (705 m), Croix de San Giovanni (726 m), Bocca di Pardino (461 m), Poggio (499 m), Monte di Tuda (340 m), puis se prolongeant à l'ouest par une ligne quasiment rectiligne jusqu'à la rivière Aliso, touchant les berges méridionales du lac de Padula ;
- à l'ouest, par une ligne qui la sépare de Rapale, descendant le cours de l'Aliso sur environ 1,5 km, allant ensuite au nord sur la Punta Pizzolaccia (153 m), traversant l'Aliso, passant au nord de la colline de Chioso Vecchio (162 m) ;
- au nord, la ligne qui la sépare de Saint-Florent, repart vers l'Aliso, la traverse et passe entre les collines de Chioso Vescovo jusqu'à la Serra di Agliastretto (148 m). De là, la démarcation avec Poggio-d'Oletta se définit par une ligne orientée sud-est, longeant les crêtes de basses collines passant par la Monte Magna (233 m), avant de passer entre les deux villages d'Oletta et de Poggio-d'Oletta, puis au nord du Monte Cannaje (665 m) pour finir au mont Sant Antonio.

### Hydrographie

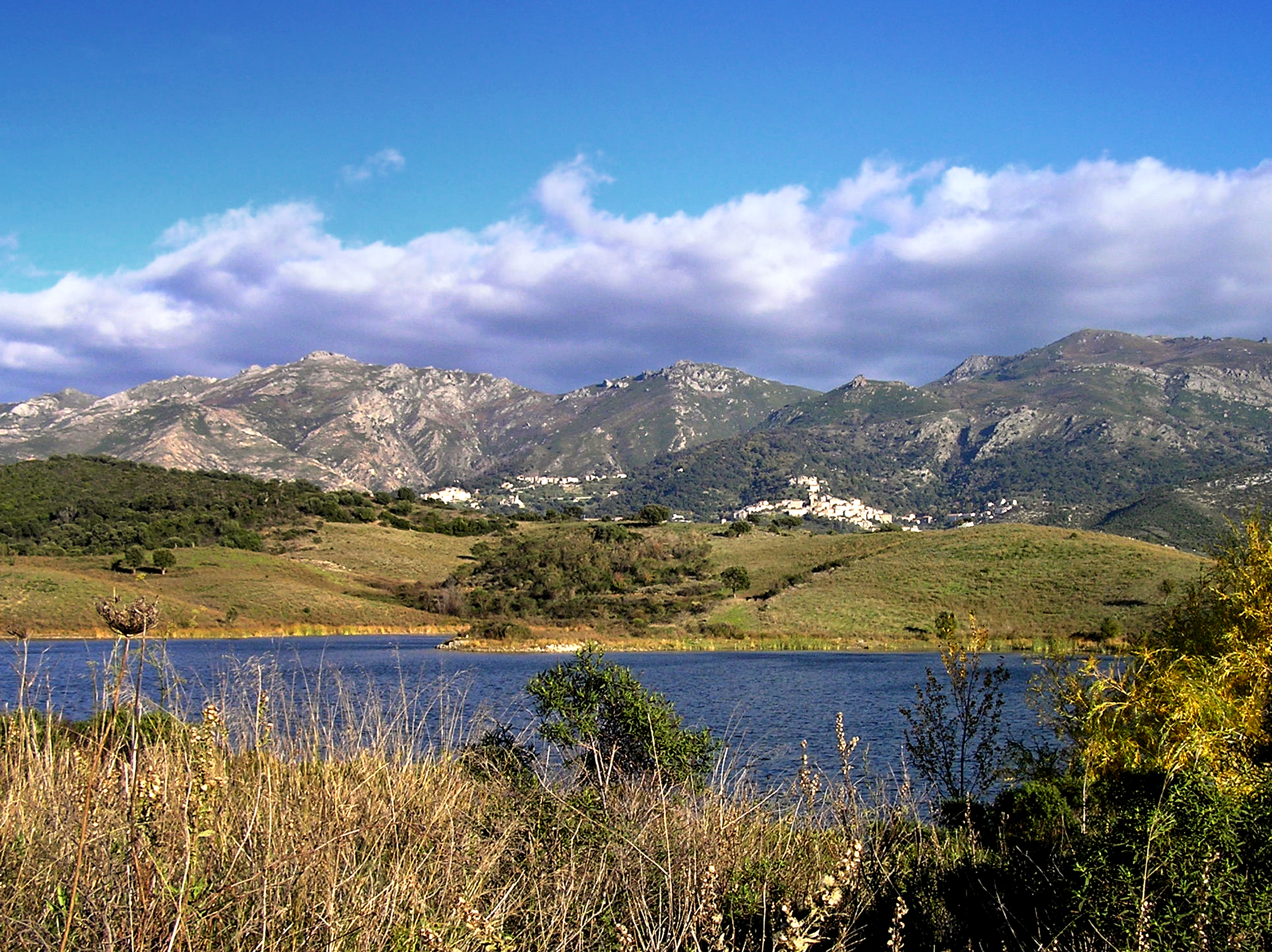
Lac de Padula.

Le réseau hydrographique est dense, comportant un faisceau de petits cours d'eau quelquefois capricieux, alimentant soit directement la rivière Aliso, soit d'abord le lac de barrage de Padula.
- L'Aliso traverse la commune dans sa partie plaine sur plus de trois kilomètres. Il y est principalement alimenté par le ruisseau de Loto. Celui-ci, qui prend sa source à 920 m sour Cime du Zuccarello, est lui-même alimenté par le ruisseau de Lenza Longa lequel arrose le village d'Oletta, à sa confluence avec l'Aliso.
- Le lac de Padula est alimenté par plusieurs petits cours d'eau qui prennent naissance sous le village, les deux principaux étant le ruisseau de Vitte et le ruisseau de Vomera. Son déversoir est le ruisseau de Furmicaiola, qui se jette dans le Salinelle, affluent de l'Aliso.

Son bassin versant occupe une superficie de 450 ha et sa capacité est de 1 900 000 m3.

### Climat et végétation
La Conca d'Oro, comme tout le Nebbio, bénéficie d'un climat méditerranéen maritime aux écarts thermiques modérés. L'hiver est plus chaud, l'été plus tempéré que dans les microrégions de l'intérieur de l'île. En hiver, l'influence de la mer est très grande ; elle égalise les températures. En montagne, la neige n'est pas toujours présente. L'été le pouvoir rafraîchissant de la montagne est faible, la plaine d'Oletta formant une cuvette retenant l'air chaud.
Les précipitations sont fortes aux printemps et automne, les averses orageuses fréquentes, les nuages poussés par le libeccio, sec, violent, soufflant de l'ouest, souvent mêlé au ponant (punente), autre vent d'ouest. Ces vents sont causes d'incendies fréquents en fin d'été, dévastant un maquis bas, sec, roussi, et laissant des paysages dénudés en dehors des zones accessibles. Quoique le village soit bâti relativement bas (moyenne de 250 m d'altitude), on voit dans son voisinage des châtaigniers (ils poussent généralement à des hauteurs plus importantes). Les flancs de montagne sont cependant couverts de bois de chênes verts majoritairement, et de chênes blancs.

### Voies de communication et transports

#### Accès routiers
La D82 est l'axe principal traversant la commune. Cette route relie le rond-point d'Ortale sur la RT 20, à la D81 au rond-point dit du « Pont de Fer » à Saint-Florent via le col de Santo Stefano (Olmeta-di-Tuda) et les villages de Olmeta-di-Tuda et d'Oletta.
Du village partent deux routes :
- la D38 qui rejoint la D81 au col de Teghime, passant par Poggio-d'Oletta. Sur le haut du village, la D38 est doublée par la D138.
- la D238 conduisant à Saint-Florent en passant par la chapelle ruinée de San Quilicu (Poggio-d'Oletta) et la cathédrale du Nebbio à l'entrée de Saint-Florent.

#### Transports
Le village est peu éloigné des infrastructures ferroviaires, portuaire ou aéroportuaire de Bastia, la métropole départementale. Il n'est desservi par aucun transport en commun. La gare la plus proche est celle de Biguglia, à 15 km.
Il est distant, par route, de :
- 23 km de l'aéroport de Bastia Poretta,
- 75 km de l'aéroport de Calvi-Sainte-Catherine,
- 149 km de l'aéroport d'Ajaccio-Napoléon-Bonaparte,
- 20 km du port de commerce de Bastia,
- 52 km du port de commerce de L'Île-Rousse,
- 152 km du port de commerce d'Ajaccio.

## Urbanisme

### Typologie
Au 1er janvier 2024, Oletta est catégorisée commune rurale à habitat dispersé, selon la nouvelle grille communale de densité à sept niveaux définie par l'Insee en 2022.
Elle est située hors unité urbaine. Par ailleurs la commune fait partie de l'aire d'attraction de Bastia, dont elle est une commune de la couronne,. Cette aire, qui regroupe 93 communes, est catégorisée dans les aires de 50 000 à moins de 200 000 habitants,.

### Occupation des sols
L'occupation des sols de la commune, telle qu'elle ressort de la base de données européenne d’occupation biophysique des sols Corine Land Cover (CLC), est marquée par l'importance des forêts et milieux semi-naturels (66,3 % en 2018), néanmoins en diminution par rapport à 1990 (67,7 %). La répartition détaillée en 2018 est la suivante : 
milieux à végétation arbustive et/ou herbacée (52,3 %), espaces ouverts, sans ou avec peu de végétation (13,1 %), zones agricoles hétérogènes (12,3 %), prairies (9 %), cultures permanentes (6,3 %), zones urbanisées (4 %), eaux continentales (1,3 %), forêts (0,9 %), terres arables (0,8 %), zones industrielles ou commerciales et réseaux de communication (0,1 %). L'évolution de l’occupation des sols de la commune et de ses infrastructures peut être observée sur les différentes représentations cartographiques du territoire : la carte de Cassini (XVIIIe siècle), la carte d'état-major (1820-1866) et les cartes ou photos aériennes de l'IGN pour la période actuelle (1950 à aujourd'hui).

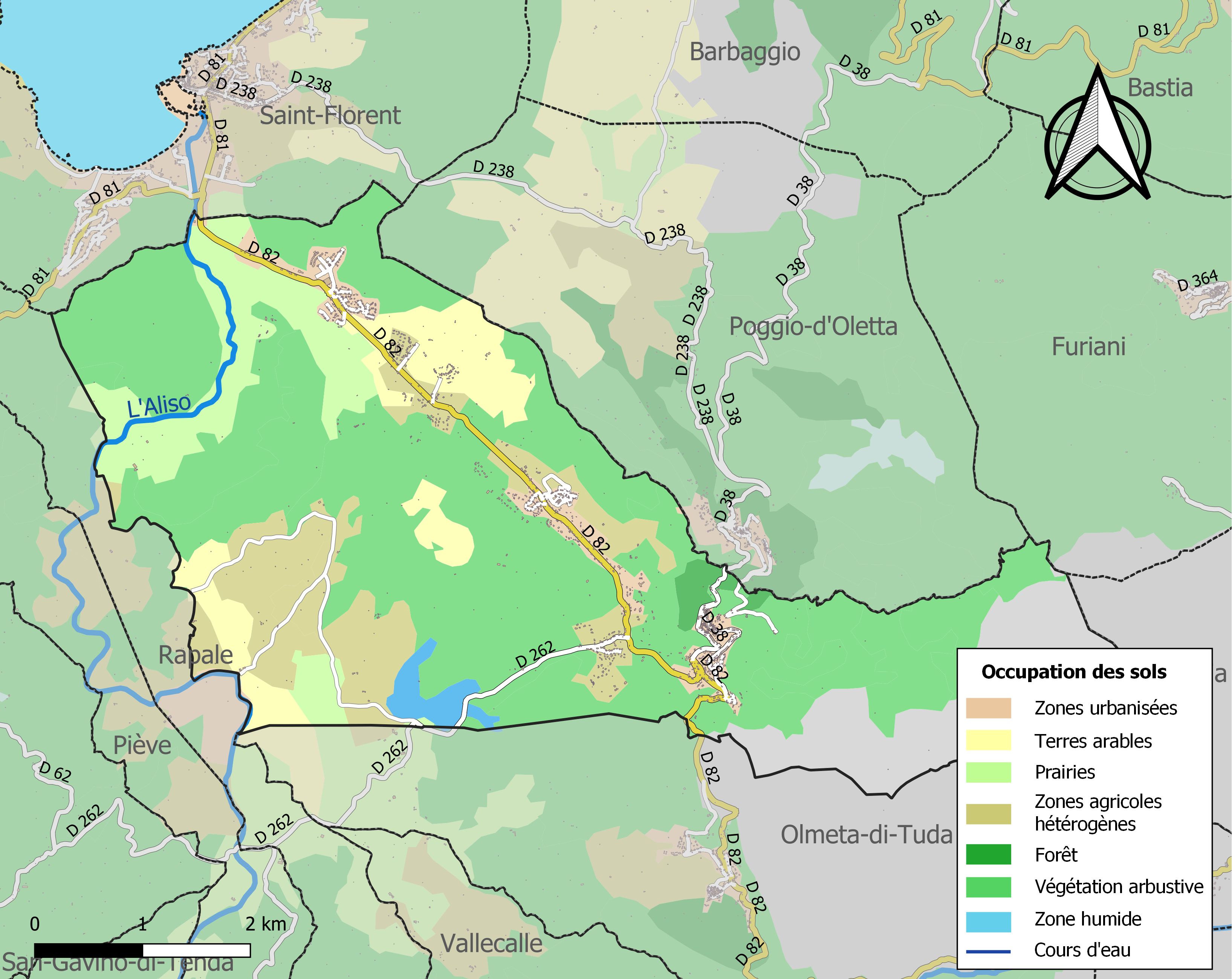
Carte des infrastructures et de l'occupation des sols de la commune en 2018 (CLC).

### Hameaux

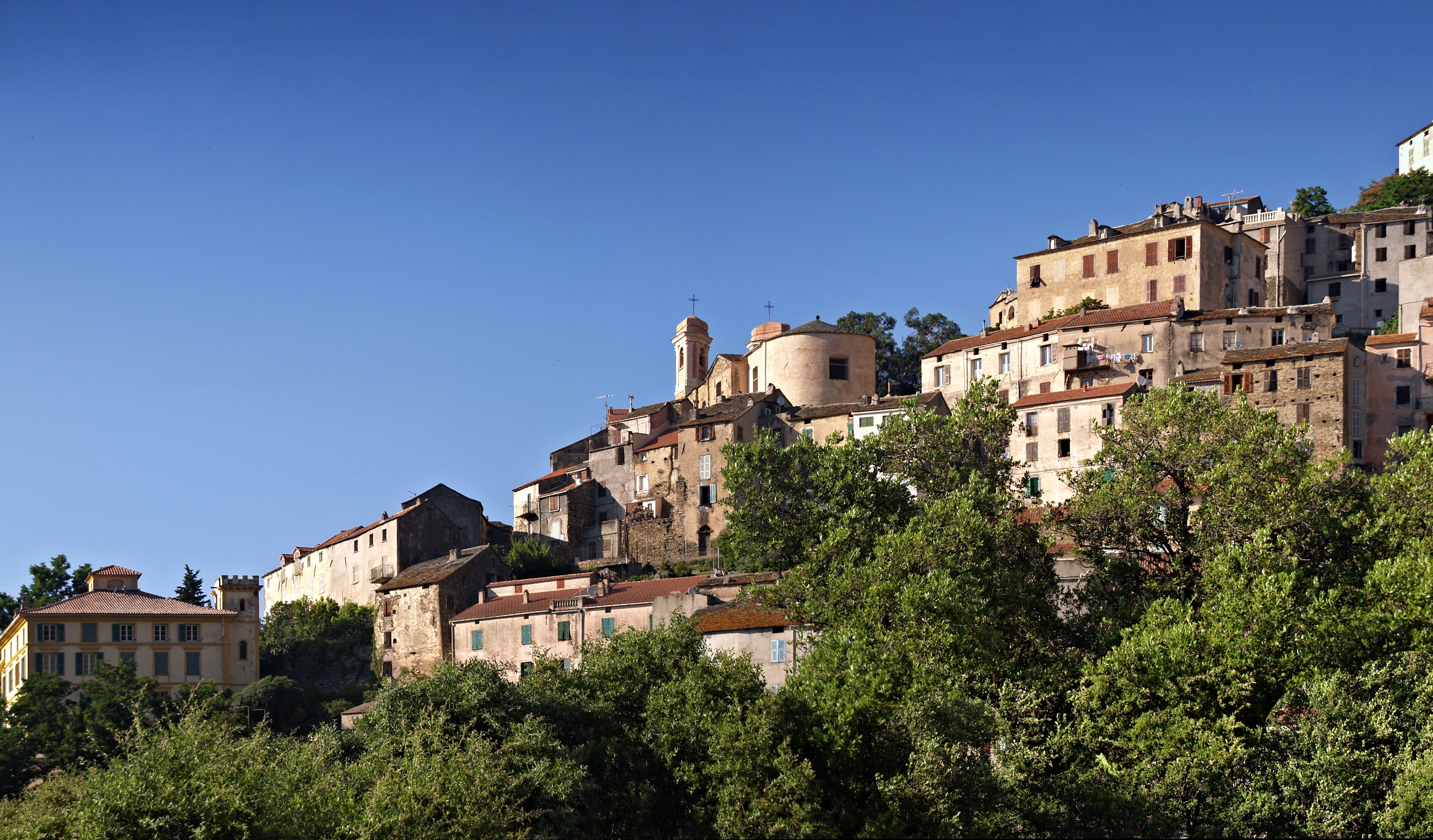
Panorama du village.

Le village d'Oletta était au Moyen Âge le centre d'une pieve. Il était puissant, prospère, en raison de l'exploitation de mines d'argent encore visibles dans le paysage. Au fil des siècles, il est devenu un bourg qui a conservé ses maisons de caractère, aux hautes façades austères. Les ruines du hameau de Romanacce dominent toujours le village.
Le village même a pour quartiers Guado in La, e Casette, des hameaux : Croce, Pietralbuccio (Piedalbuccio), Castelluccio d'Oletta, et de nombreux lotissements qui ont « poussé » le long de la route D 82 menant à Saint-Florent : Sualello, les Arbousiers, Mortola, Vitricione, A Concia, Lumio, Torra, etc.
La plaine n'est occupée que par des fermes. La zone bordant le lac de Padula est quasiment déserte car dans son périmètre de protection.
Oletta n'a plus de brigade de gendarmerie, les plus proches étant implantées à Murato (6,4 km) et à Saint-Florent (6,9 km).

## Toponymie
Le toponyme d'Oletta est peut-être à rapprocher de son pendant pyrénéen : Oulette (graphie moderne oleta). Déjà Xavier Poli faisait beaucoup de rapprochements entre les toponymies corse et pyrénéenne. En occitan, l'ola prononcé oul(o), est un pot en terre, et en toponymie, l'oule est un cirque plus ou moins important : Oulettes d'Ossoue, Oulettes de Gaube, Oule du Marboré (toponyme ancien du cirque de Gavarnie). Voir La vie des hommes de la montagne des Pyrénées racontée par la toponymie, p. 113. Mistral dans son Tresor dóu Felibrige, à l'article ouleto, oureto, p. 434, mentionne, outre le sens commun de « petite marmite », celui de « petit creux de rocher ». À l'article oulo, ouro, p. 436, il mentionne de nombreux toponymes avec la même racine, par exemple l'Oulo de Gavàrnio, Saint-Victor-des-Oules, l'Eau d'Olle dans le Dauphiné.
Il faut cependant noter que Mgr Rodié, évêque d'Ajaccio, dans son Petit Dictionnaire des noms de lieux corses  (sans date) penche pour une étymologie différente et indique (p. 44) : « Oletta, c[ommune]., toscan Oleto, plantation d'oliviers (Bottiglione, Elementi prelatini nella toponomastica Corsa p. 15 ; Pieri,  Toponomastica della valle dett'Arno, p. 240). »

## Histoire

### Antiquité
L'ancien pays du Nebbio était occupé par les Cilebenses (Nibolensii ?), l'une des douze nations pour la plupart autochtones qui, selon Ptolémée, habitaient La Corse. Ptolémée mentionnait aussi Oletta comme étant une civitas, un oppidum.

### Moyen Âge
Les chroniqueurs parlent de l'existence de la ville romaine de Cersunum à un kilomètre à l'ouest de l'actuelle cité de Saint-Florent, au débouché de la plaine d'Oletta sur le golfe de Saint-Florent. Cersunum et Ostricon étaient les principales civitates du Nebbio. Cersum oppidum (variantes : Cersunum, Cersi). « Fuit ubi postea Nebbium, » dit Baudrand.
Un des cinq évêques de la Corse avait sa résidence à Cersunum, cathédrale de Nebbio. La cathédrale des anciens évêques du Nebbio existe encore, à deux kilomètres de Saint-Florent. La date de sa construction demeure incertaine, au XIIe siècle, entre 1125 et 1140.
Oletta deviendra le centre d'une pieve. L'actuelle église paroissiale Sant'Andria a été bâtie à l'emplacement de l'ancienne église romane piévane dont elle a conservé quelques éléments sur sa façade.

### Temps modernes
Au XVIe siècle, vers 1520, la pieve d'Oletta comptait environ 1 000 habitants. Les lieux habités à l'époque avaient pour nom Oletta, le Bonemanaccie, La Lecia, lo Saliceto le Memolacie, le Boccheciampe, le Montagione, le Paganacie, lo Monticello, le Livacie, lo Pogio, la Costa, Grigogna, Cazalico, Breghetta.

#### Oletta dans la Grande Révolte des Corses 1729 - 1769
Au XVIIIe siècle, durant la période comprise entre 1729 et 1769 qui a vu les troupes de plusieurs pays (Allemagne, Autriche, Angleterre, Espagne, Gênes, Sardaigne) intervenir en Corse, Oletta a été le théâtre d'évènements politiques et militaires, et nombre de ses habitants ont pris une part active dans le conflit opposant les Corses aux Génois. Dès les premières heures, avec ceux de nombreuses communautés de l'île, ils sont entrés en lutte armée contre l'occupant. En voici quelques faits extraits de la chronologie écrite par A-D. Monti en 1979 :
Dans l'incapacité de réprimer la rébellion, les Génois font d'abord appel à l'Empereur d'Allemagne.
- 1731 10 août, Wachtendonck à la tête de troupes allemandes débarquent à Bastia, et avec lui, Camille Doria, nouveau commissaire général. Le 4 août, Doria publie un édit du doge et des assemblées qui accorde le pardon général aux Corses à condition qu'ils rejoignent leurs foyers, qu'ils remettent les armes avant 15 jours et qu'ils restituent le fort de San Fiurenzu et la tour de Mortella. Sont exclus du pardon :
  - 1. Andria Ceccaldi, Luigi Giafferi, Ghjanfrancescu Lusinchi, Carlu Francescu Alessandrini, de Canari, Pier'Simone Ginestra (chancelier de l'évêque de Sagone, originaire d'Oletta), Ghjuvan Tumasgiu Giuliani, de Muru, et Simone Fabiani, de Santa Riparata di Balagna ; il est offert une prime de 2000 écus d'argent pour le meurtre de l'un d'eux, ou 2500 pour sa capture.
  - 2. Les communautés suivantes : Olmeta di Tuda et Oletta, Loretu et U Viscuvatu, Talasani, A Porta et Ficaghja, Carchetu et Pedicroce, Castinetu et Merusaglia, Nuceta, Ruspigliani et I Gatti di Vivariu, Bustanicu, Corscia et Calacuccia, Palasca et Spiluncatu, Muru, Santa Riparata di Balagna, Zicavu, Bastelica, Centuri et Mursiglia
- 1732 le 15 avril. Rédaction d'une Lettera di un Corso a un amico nazionale abitante in terra ferma, attribuée au chanoine Ghjuliu Matteu Natali (originaire d'Oletta, il fut plus tard évêque de Tivoli et auditeur du cardinal Ferroni), imprimée et distribuée sur le continent italien, et qui est destinée à réfuter les contrevérités publiées par les Génois.

Wachtendonck et les dernières troupes allemandes quittent la Corse au début de juin 1733.
- 1746 le 7 septembre. Les Génois, vaincus, ouvrent leur ville aux troupes autrichiennes. La capitulation a été signée la veille. La République, taxée à 24 millions de livres, est complètement ruinée. Les Autrichiens libèrent Antone et Nicolò Rivarola, fils de Dumenicu, originaires du village, dans les prisons génoises depuis plus d'un an. Antone, étudiant à Sienne, était venu à Oletta pour y chercher son frère. Ils furent faits prisonniers, sur un petit bateau toscan avec patente anglaise qui les ramenait à Livourne.
- 1749 le 6 mai. À Oletta, le marquis de Cursay, colonel du régiment de Tournaisis, réunit les quinze députés et un procureur par pieve. Il réaffirme que la Corse doit se soumettre à la république et promet un règlement avantageux.
- 1751 le 1er août. À Oletta, Chauvelin préside une assemblée des députés et procureurs des pieve. Dans son discours d'ouverture, il menace de retirer les troupes françaises si les Corses refusent le règlement que l'on est en train d'établir à Gênes et que la générosité du roi de France essaie de rendre favorable aux Corses. Les délégués signent un acte de soumission à la République, leur souveraine, qui sera présenté au commissaire Grimaldi, à Bastia, par quatre députés : l'abbé d'Olmetu, Francescu Graziani de Cassanu, Ghjuvan Teseu di a Brocca et Orsu Santu Casale d'Olmeta.
- 1753 - 16 février. La commission itinérante est à Oletta. Elle ordonne à Ghjiseppu Mari Pietrasanta, lieutenant de la République à Ruglianu, d'évacuer le Capicorsu. Pietrasanta se retire à Bastia.
- 1755 - 5 novembre. G.G. Grimaldi, qui vient de prendre le commandement de San Fiurenzu, interdit l'accès de la ville aux habitants du Nebbiu, ainsi que tout commerce entre le préside et la province.

Le 8 novembre, le gouvernement corse, ayant constaté la tiédeur des populations du Nebbiu à combattre les Génois, commande la mobilisation des gens en armes et les convoque pour le lendemain au couvent de Muratu. Sont exclus de cet ordre les gens d'Oletta, Poghju et Barbaghju qui résistent vaillamment au harcèlement des troupes de Grimaldi.
Dans la nuit du 23 décembre, Grimaldi fait mettre le feu aux moulins d'Oletta. Les patriotes arrivent trop tard pour empêcher l'incendie mais tuent plusieurs soldats parmi lesquels le capitaine Baccicalupo, bras droit de Grimaldi.
- 1768 - 14 septembre. Les Français, qui avaient conquis tout le Nebbiu, s'étaient installés solidement à Santu Niculaiu. À 5 heures du matin, 4 000 Corses attaquent le Camp. La bataille fait rage jusqu'à 3 heures de l'après-midi. Pendant ce temps, les Nationaux s'emparent de Muratu et menacent de couper les troupes françaises sur leurs arrières. À 10 heures du soir, Grandmaison, qui a perdu beaucoup de soldats et plusieurs officiers, lève le camp et se retire sur Oletta, abandonnant une partie des équipages et l'hôpital ambulant.

Le 17 septembre, Grandmaison opère une sortie victorieuse contre les Corses qui harcelaient son Q.G. d'Oletta.
Le 9 novembre, les troupes françaises ont terminé leur installation dans les quartiers d'hiver ; elles occupent le Capicorsu, Bastia, et Biguglia, San Fiurenzu et Oletta, et communiquent entre elles par une chaîne de redoutes. Les postes avancés des Corses sont à Borgu, Lucciana, Muratu, Rapale, Vallecalle et Olmeta.
- 1769 - 13 février. L'abbé Francescu Antone Saliceti, ses parents et ses amis quittent Oletta occupé par les soldats de M. d'Arcambal. Ils avaient promis à Paoli de faciliter, de l'intérieur, l'attaque du village, mais le Général venait de changer d'objectif. Leur projet est aussitôt découvert et on procède à des arrestations.

Le 5 mars. Marbeuf commet M. de Pujol pour instruire le procès des habitants d'Oletta arrêtés pour crime de trahison.
Le 22 avril. Ordonnance royal commettant Chardon pour instruire et juger le procès de la " conspiration " d'Oletta.
Le 1er mai. Les deux armées sont face à face. De Vaux a installé le gros de ses troupes, soit 20 bataillons plus la cavalerie, dans la plaine d'Oletta ; 90 " volontaires " conduits par le chevalier de Viomesnil sont disposés en avant ; à gauche, Marbeuf avec 3 000 hommes et la cavalerie de la légion Soubise s'est porté jusqu'au Bevincu ; à droite, 2 000 hommes commandés par M. d'Arcambal occupent la région comprise entre Oletta et San Fiurenzu. De son côté, Paoli a établi son Q.G. à Muratu et a fait occuper par ses milices les hauteurs de Tenda qui contrôlent les vallées de l'Alisu, l'Ostriconi et le Golu.

#### Oletta française
- 1768 - Avec la cession de la Corse par les Génois, l'île passe sous administration française. La pieve d'Oletta prend le nom de pieve di Tuda.
- 1789 - La Corse fait partie du royaume de France.
- 1790 - Avec la Révolution française est créé le département de Corse, puis en 1793, celui de El Golo (l'actuelle Haute-Corse).
- 1793 - La commune portait le nom d'Oletta. La pieve de Tuda devient le canton de Tuda.
- 1801 - La commune garde le nom d'Oletta. Le canton de Tuda reste canton de Tuda.
- 1828 - Le canton de Tuda prend le nom de canton d'Oletta[12].

### Époque contemporaine
- 1954 - la commune d'Oletta comptait 1 018 habitants. Elle était le chef-lieu du canton d'Oletta composé avec les communes d'Oletta, Olmeta-di-Tuda, Poggio-d'Oletta et Vallecalle.
- 1973 - Les anciens cantons d'Oletta et de Saint-Florent fusionnent pour créer le nouveau canton de la Conca-d'Oro. Oletta en devient le chef-lieu.

## Personnalités liées à la commune
- Giulio Matteo, Natali, d’Oletta, auteur du Disinganno intorno alla guerra di Corsica sous le pseudonyme de Curzio Tulliano, évêque de Tivoli.
- Giovanni Natale, Natali, dit Giannatali, d’Oletta, colonel du royaume indépendant de Corse
- Simone Dat (1927-2018), artiste peintre, résida au couvent Saint-François.

## Politique et administration

### Liste des maires
| Période                                  | Période                     | Identité           | Étiquette | Qualité  |
| ---------------------------------------- | --------------------------- | ------------------ | --------- | -------- |
| Les données manquantes sont à compléter. |                             |                    |           |          |
| mars 2001                                | En cours (au 30 avril 2014) | Jean-Pierre Leccia | UMP-LR    | Retraité |

## Population et société

### Démographie
L'évolution du nombre d'habitants est connue à travers les recensements de la population effectués dans la commune depuis 1800. Pour les communes de moins de 10 000 habitants, une enquête de recensement portant sur toute la population est réalisée tous les cinq ans, les populations de référence des années intermédiaires étant quant à elles estimées par interpolation ou extrapolation. Pour la commune, le premier recensement exhaustif entrant dans le cadre du nouveau dispositif a été réalisé en 2004.

En 2022, la commune comptait 1 816 habitants, en évolution de +10,06 % par rapport à 2016 (Haute-Corse : +5,15 %, France hors Mayotte : +2,11 %).
| 1800 | 1806 | 1821 | 1831  | 1836  | 1841  | 1846  | 1851  | 1856  |
| ---- | ---- | ---- | ----- | ----- | ----- | ----- | ----- | ----- |
| 631  | 708  | 809  | 1 004 | 1 046 | 1 082 | 1 093 | 1 067 | 1 081 |

| 1861  | 1866  | 1872  | 1876  | 1881  | 1886  | 1891  | 1896  | 1901  |
| ----- | ----- | ----- | ----- | ----- | ----- | ----- | ----- | ----- |
| 1 046 | 1 122 | 1 152 | 1 170 | 1 218 | 1 236 | 1 241 | 1 194 | 1 218 |

| 1906  | 1911  | 1921  | 1926  | 1931 | 1936  | 1946  | 1954  | 1962 |
| ----- | ----- | ----- | ----- | ---- | ----- | ----- | ----- | ---- |
| 1 075 | 1 099 | 1 024 | 1 023 | 948  | 1 060 | 1 008 | 1 018 | 620  |

| 1968 | 1975 | 1982 | 1990 | 1999 | 2004  | 2006  | 2009  | 2014  |
| ---- | ---- | ---- | ---- | ---- | ----- | ----- | ----- | ----- |
| 619  | 692  | 892  | 879  | 830  | 1 245 | 1 236 | 1 369 | 1 569 |

| 2019  | 2022  | - | - | - | - | - | - | - |
| ----- | ----- | - | - | - | - | - | - | - |
| 1 781 | 1 816 | - | - | - | - | - | - | - |

### Enseignement
Oletta possède un groupe scolaire (écoles maternelle et primaire) au village. Le plus proche collège se trouve à Biguglia 6 km et à Saint-Florent (collège d'enseignement général) à 7 km. Un lycée professionnel agricole se situe à Borgo 10 km.

### Santé
Oletta a une clinique (La Palmola). L'hôpital le plus proche est le Centre hospitalier général de Bastia à 8 km.
On trouve trois médecins généralistes installés sur la commune.

### Manifestations culturelles et festivités
Chaque deuxième dimanche pascal depuis 1734, a lieu une procession à la Maison du Miracle au hameau de Romanacce.

## Économie
L'agriculture est le principal secteur d'activité d'Oletta. Sa riche plaine est plantée de grandes parcelles de vigne, se trouvant dans l'aire d'appellation contrôlée Patrimonio. L'agro-pastoralisme (ovin principalement), est toujours présent en plaine.
Afin de satisfaire les besoins en eau de l'agriculture en fort développement (vigne et vergers), une retenue d'eau a été créée au début de 1990 sur le cours du Furmicaiola, petit ruisseau qui se jette dans le Salinelle un affluent de l'Aliso. Le lac de barrage ainsi créé, nommé lac de Padula, a été mis en service en 1991.

Par arrêté préfectoral, l'Office d'équipement hydraulique de la Corse (OEHC) concessionnaire, a été autorisé en 2005 à exploiter, à traiter et à distribuer un volume en eau de l'ordre de 2 millions de m3 maximum pour satisfaire aux besoins de la région du Nebbio en période de pointe estivale.
S'agissant d'un plan d'eau de première catégorie, Le même arrêté stipule que :
- l'alevinage et la pêche seront autorisés dans le cadre des conventions passées avec la Fédération de la pêche ;
- l'accès à la retenue sera uniquement pédestre ;
- la navigation à voile, à rames ou à moteur et la baignade sont interdites.

L'ouvrage alimente un réseau d'irrigation sous pression dans la plaine d'Oletta et assure de plus un appoint de ressource pour les besoins en eau potable de la commune de Saint-Florent.

## Culture locale et patrimoine

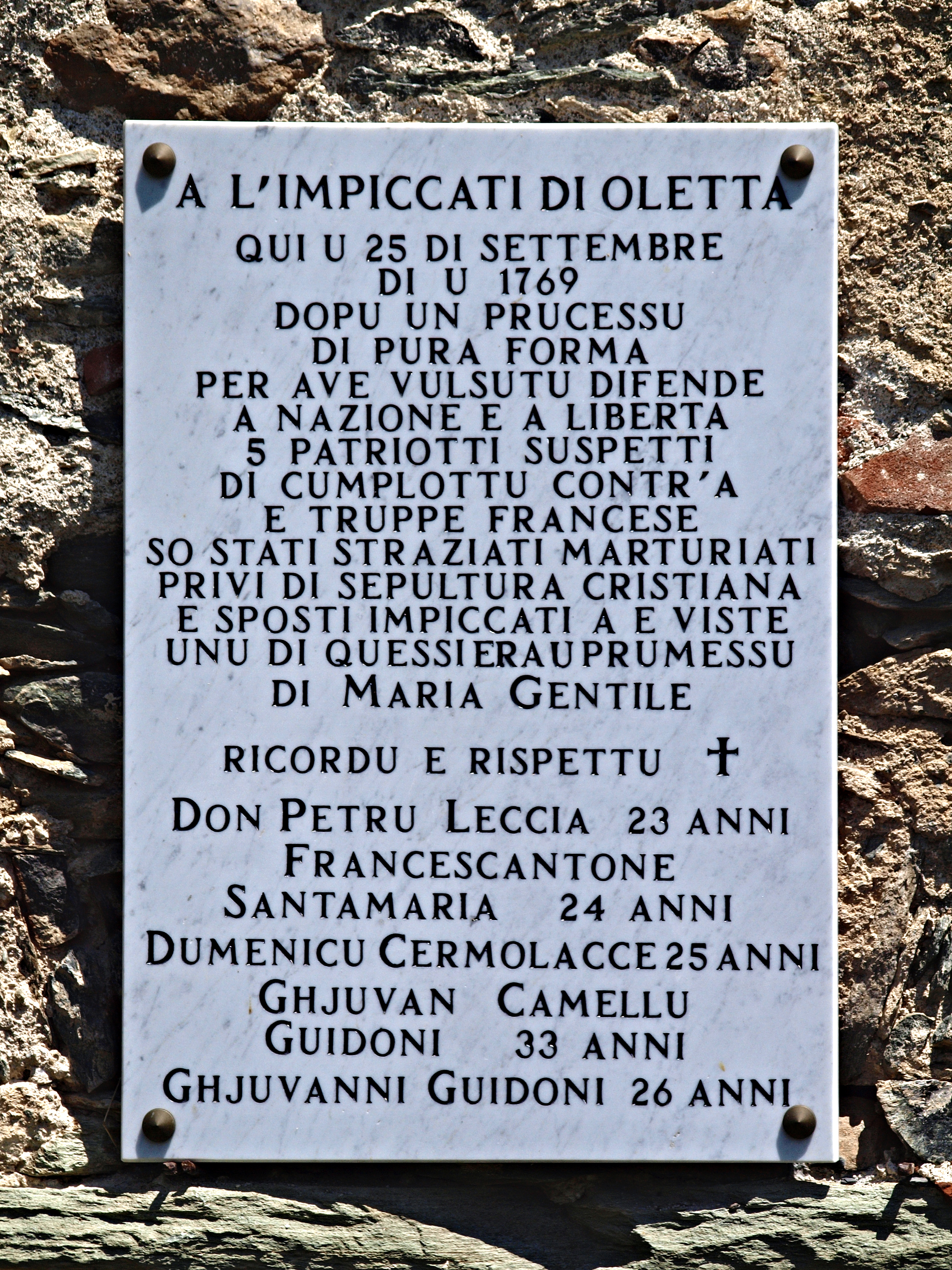
Plaque du couvent Saint-François rappelant l'exécution de nationalistes corses en 1769.

### Lieux et monuments

#### Architecture sacrée

##### Couvent Saint-François
L'ancien couvent médiéval se situe dans la plaine d'Oletta. Il a abrité des franciscains jusqu'à leur expulsion par les lois anti-congrégationnistes du début du XXe siècle, puis des bénédictines, du milieu du XXe siècle jusqu'en 1990, date à laquelle il est tombé en ruine. Il a été racheté par un particulier en 2001. La chapelle conventuelle est inscrite aux monuments historiques.

##### Église Sant'Andria

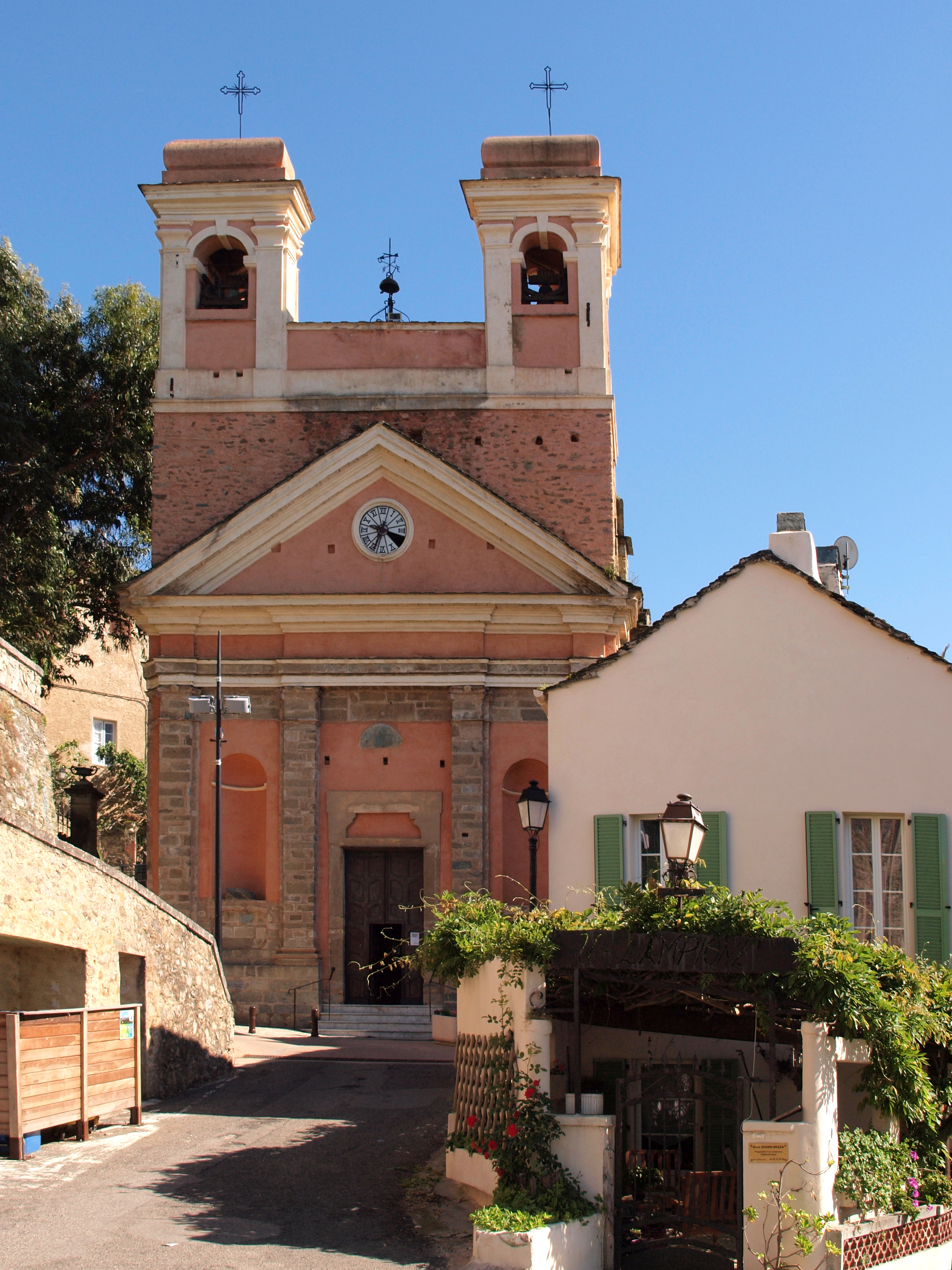
L'église Sant'Andria

L'église paroissiale Saint-André qui domine le hameau Santamaria, est remarquable avec son clocher triangulaire rare dans l'île. La construction de l'église a débuté en 1777, à l'emplacement d'une ancienne église romane dont elle a conservé quelques éléments sur sa façade. De nombreuses pierres vertes provenant de la démolition d'un ancien édifice (Sant'Andrea Vecchio) qui se trouvait en contrebas du village ont été réutilisées. Elle est achevée en 1810. Le premier niveau est surmonté d'un fronton triangulaire coiffé par deux tours-clochers. L'intérieur de style baroque comprend une nef et des chapelles latérales. Le plafond et le chœur sont ornés de fresques. L'église est classée aux Monumenst historiques par arrêté du 19 mars 1979.
Elle renferme deux œuvres classées :
- un triptyque du début XVIe siècle, tableau Vierge à l'Enfant entre saint André et sainte Réparate, L'Annonciation et Dieu le Père ou le Christ bénissant peinture sur bois, signé et daté des années 1540 signé Giovan Michele Romano, classé MH par arrêté du 11 juin 1956[18]. Cette œuvre miraculeuse qui se trouve dans la chapelle latérale Notre-Dame-de-Piété, fait l'objet d'un pèlerinage.
- un tableau Sainte Cécile jouant de l'orgue, peinture sur toile du XVIIIe siècle provenant vraisemblablement de l'ancienne collection du cardinal Joseph Fesch, dans la nef latérale gauche. classé MH par arrêté du 21 octobre 2005[19].

De plus, l’église possède un remarquable patrimoine :
- Deux tableaux de Francesco Grandi, ceux du maître-autel et de l'autel du rosaire (Notre Dame du Rosaire) ;
- Les orgues de 1888 venant de la Maison Agati-Tronci.;

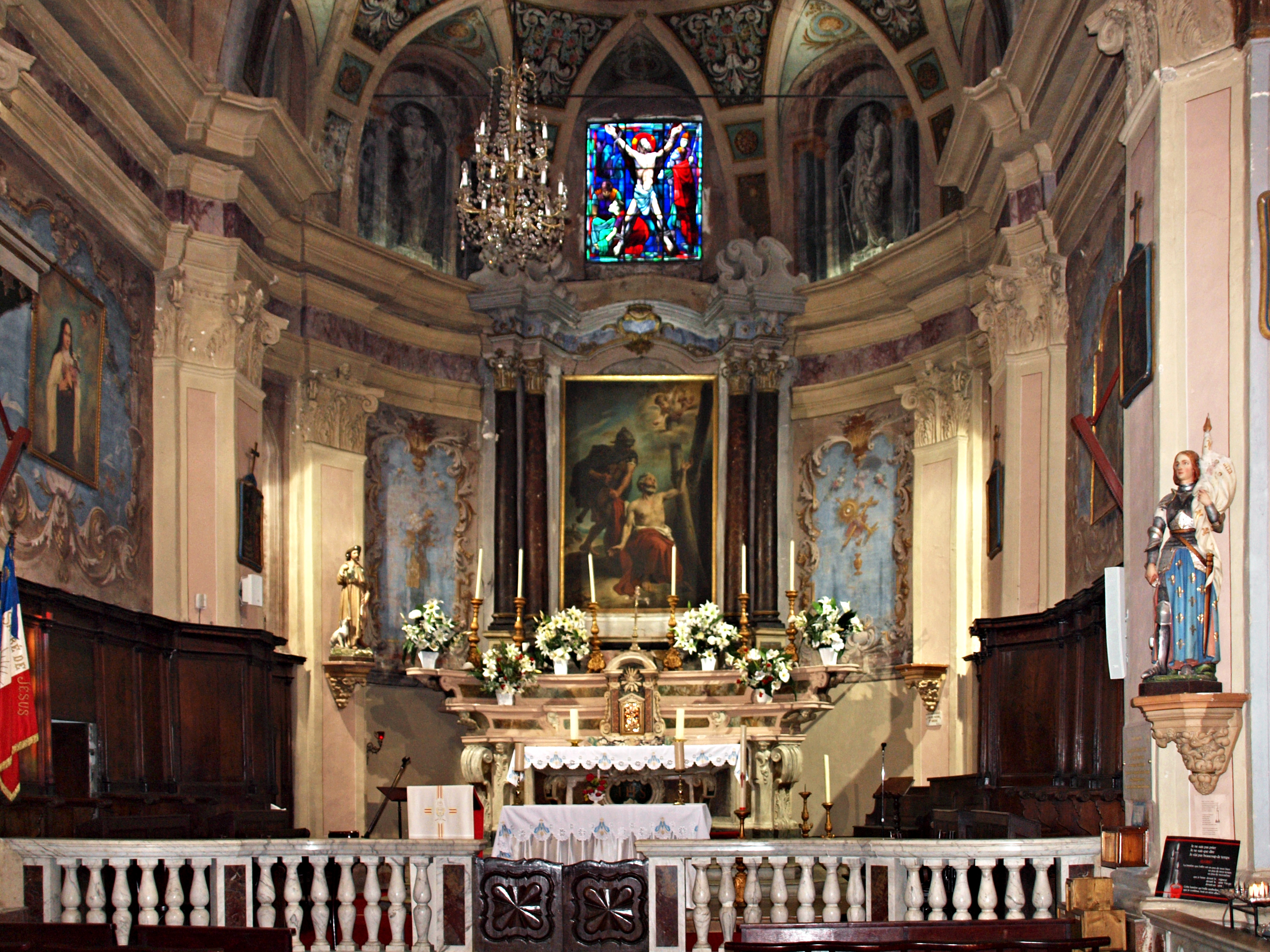
Le chœur
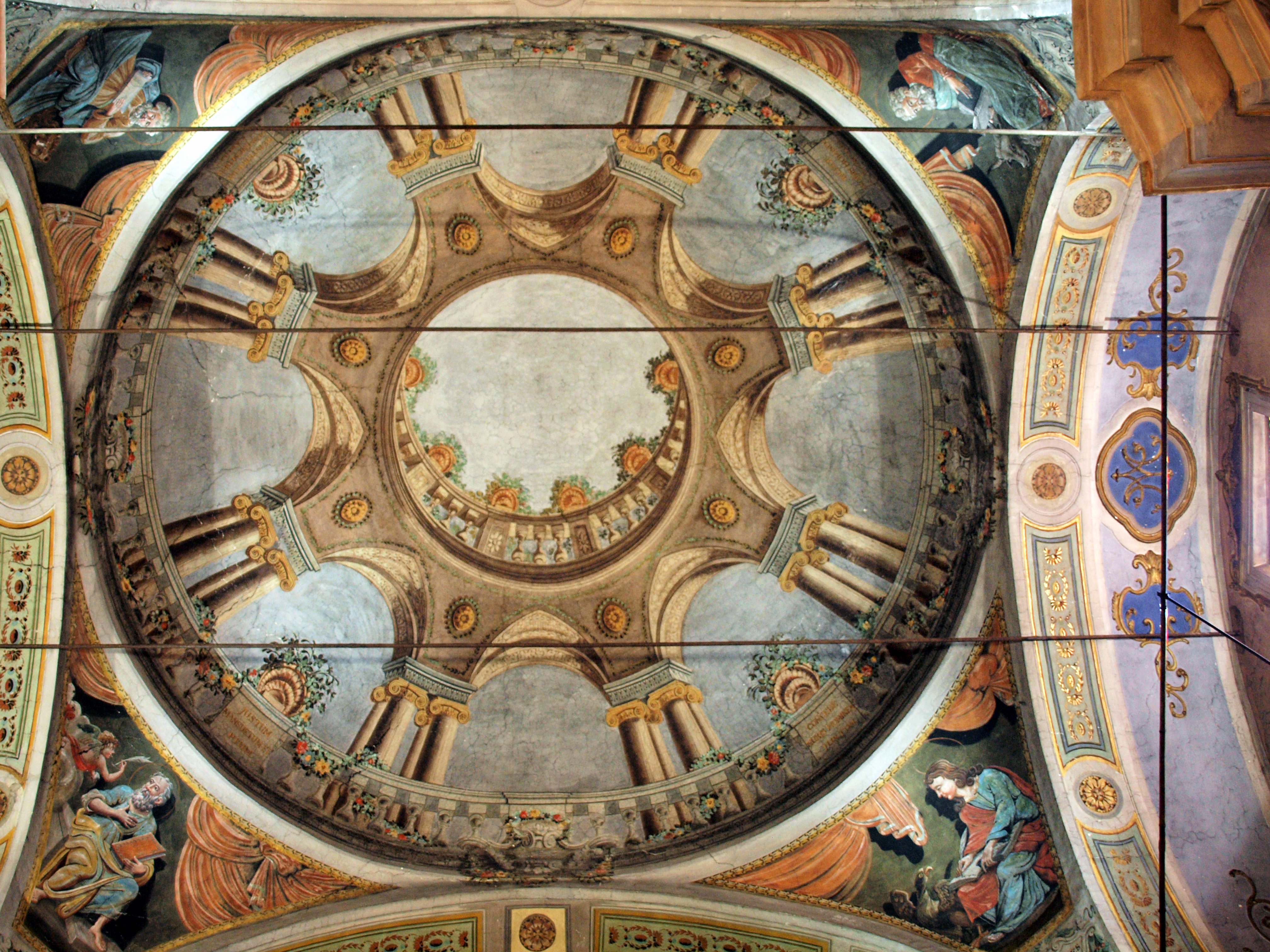
Fresques du plafond
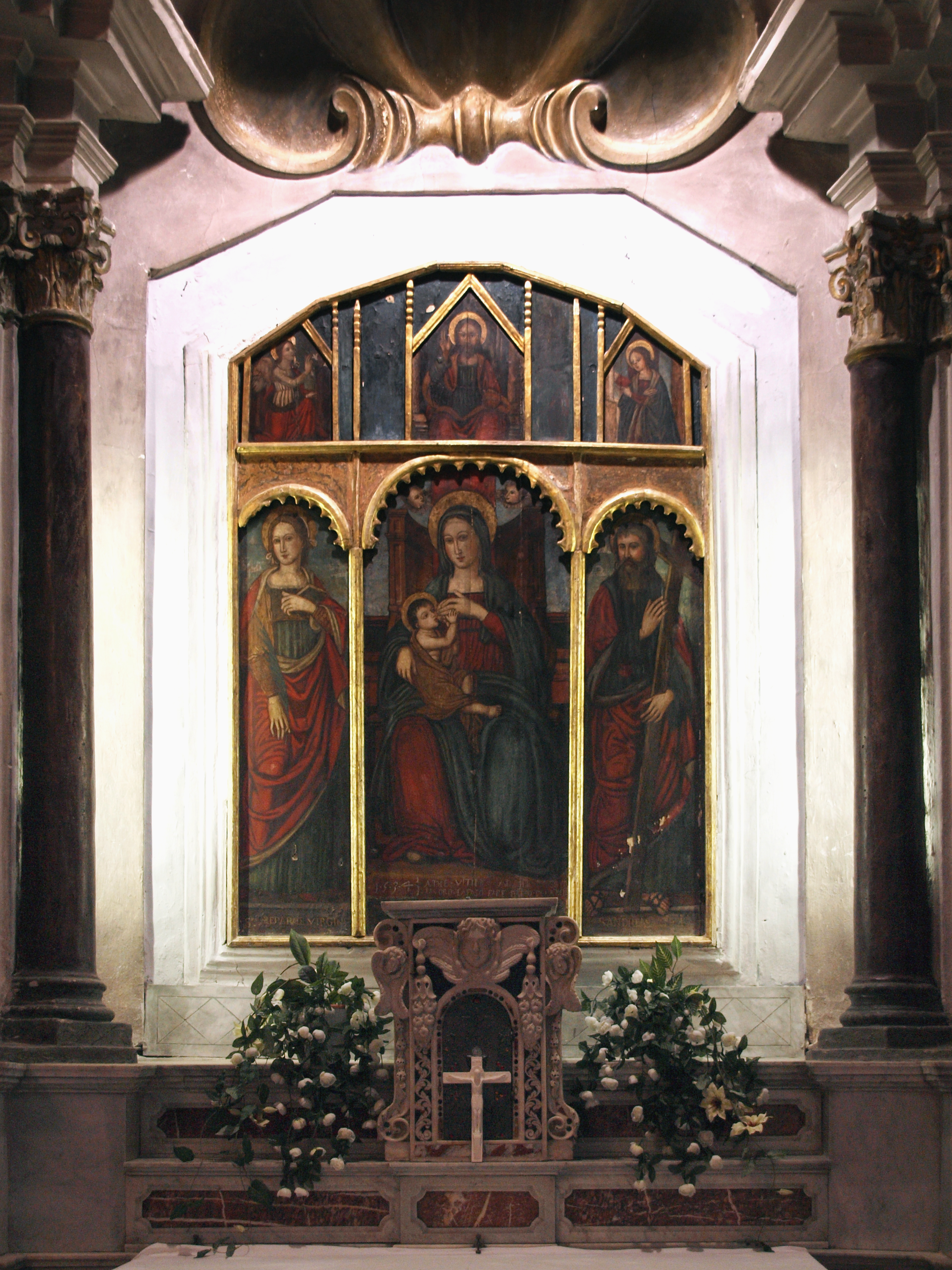
Triptyque classé
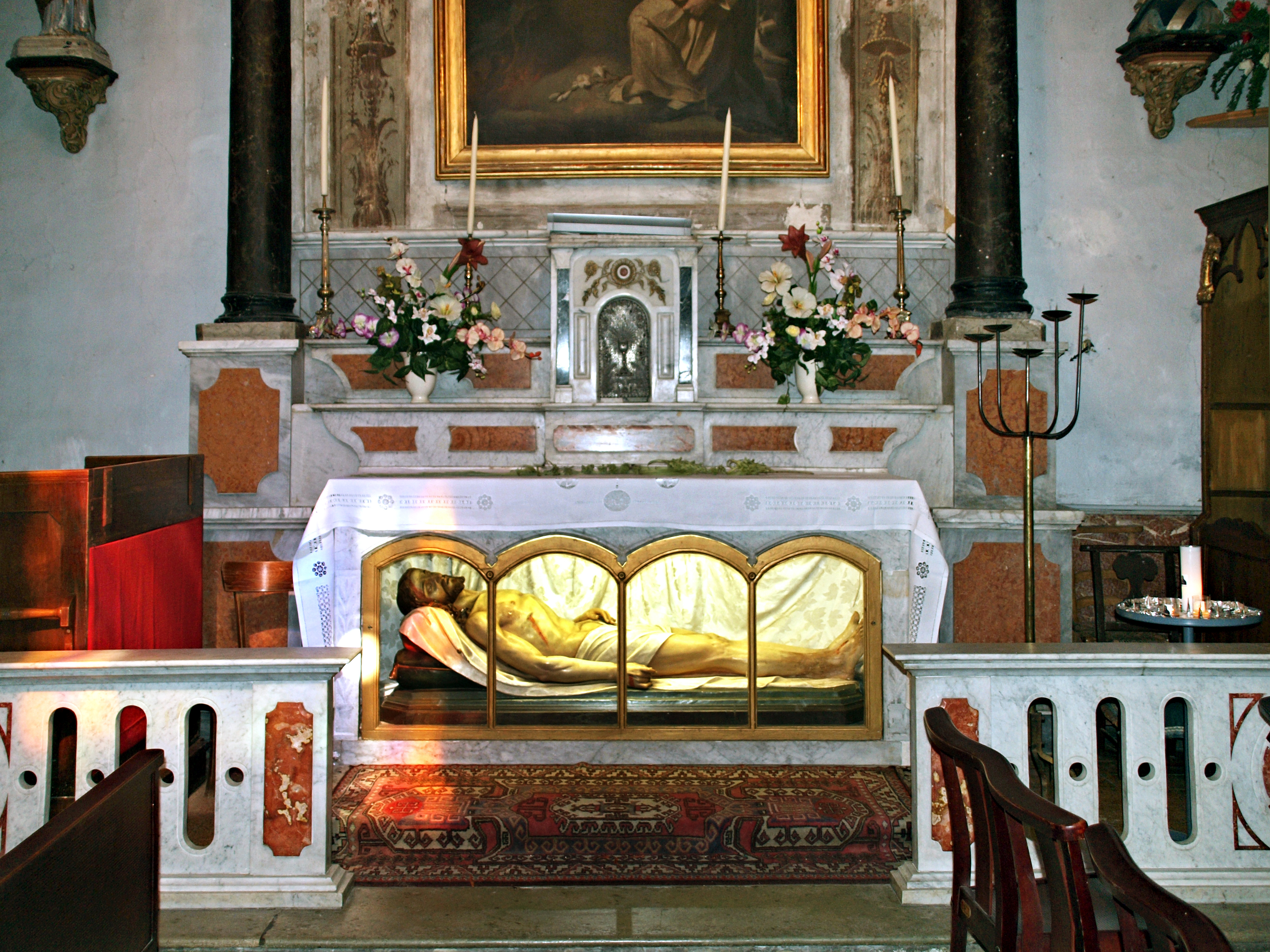
Châsse d'une chapelle latérale

##### Autres

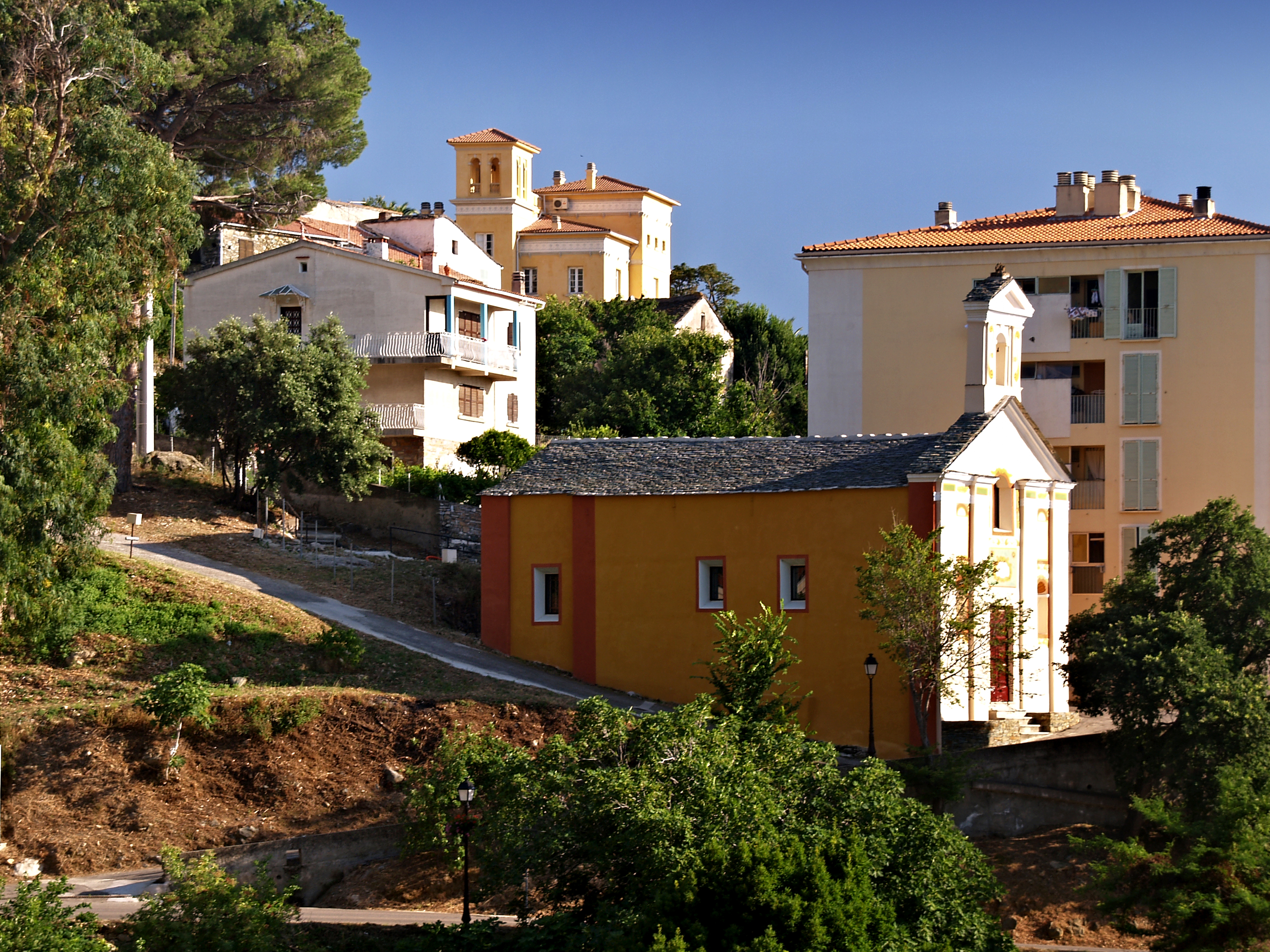
Chapelle Sainte-Croix

- Chapelle Saint-Antoine, située au hameau abandonné de Romanacce à l'est du village, le dominant à 357 m d'altitude. Romanacce aujourd'hui ruiné, était autrefois appelé le grenier d’Oletta.
- Chapelle San Griolone. Aux abords se trouvent quelques vestiges antiques.
- Chapelle Sainte-Croix située au lieu-dit San Andria.

#### Architecture civile

##### Jardin du palais Piazza Alessandrini
Le jardin du palais Piazza Alessandrini, propriété d'une personne privée, a fait l'objet d'une étude de documentation préalable à son classement (dossier pré-inventaire versé le 4 mars 2003). Il est inscrit à l'Inventaire général du patrimoine culturel.

##### Autres
- Monument aux morts. Oletta a payé un lourd tribut aux deux guerres mondiales. Soixante de ses enfants ont été tués à la guerre de 1914-1918.
- Mausolée de François de Rivarola en haut d'une colline lieu-dit « Muzello », face au village[21].

### Patrimoine naturel

#### ZNIEFF
Oletta est concernée par deux zones naturelles d'intérêt écologique, faunistique et floristique (ZNIEFF) (2e génération) :
Basse vallée de l'Aliso et du Poggio
La zone concerne les zones basses comprises entre la rivière Aliso et le ruisseau de Poggio, sur les communes d'oletta et de Saint-Florent. Ce site présente un intérêt majeur notamment pour les sansuires, une espèce végétale déterminante : Serapias parviflora et d’une autre espèce très rare en Corse : Globularia bisnagarica.
Grottes de Saint-Florent et Castiglioni 3 et vallée de l’Aliso
Le site concerne les communes d'Oletta, de Piève et de Rapale.
La découverte de ces grottes par des spéléologues corses des I topi Pinuti (Groupe Chiroptères Corse), respectivement en 1989 et 1994, a eu d'importants développements scientifiques. Les campagnes de fouilles menées ont permis des découvertes paléontologiques. Ont été mis au jour des fossiles d’escargots et de prolagus, un lapin-rat et d’importants gisements d’os de gros mammifères (cerf, chien) datant du Pléistocène.

 D'autre part, un éclat d’obsidienne daté d’environ 6 800 ans av. J.-C. a été trouvé dans une salle, nommée depuis la « salle de l’obsidienne ». Cet éclat défini comme originaire de l’île de Palmarola sur la côte occidentale de l’Italie, témoigne de la présence de l’homme et des échanges entre les îles,.

### Personnalités liées à la commune
- Piersimone Ginestra (Oletta 1670-1759). Il fut l'un des premiers chefs de la révolte contre Gênes qui débuta en 1729. Membre de l’Academia dei Vagabondi, il a écrit, sous le pseudonyme de Caporale Orazio Buttafoco, la suite des événements survenus en Corse de 1729 à 1731. Il aurait écrit une histoire de la Corse et des poèmes, documents disparus[10].
- Maria Gentile, jeune fille originaire du village, graciée par le général de Vaux en 1769. Elle est l'héroïne d’un drame en quatre actes écrit par Petru Lucciana (1906) qui rappelle la condamnation à mort de cinq habitants d’Oletta accusés de crime de lèse majesté humaine[10].
- Giulio Matteo Natali (Oletta 1702 - Tivoli 1782). À la demande des généraux corses, il figurait parmi les 20 meilleurs théologiens de l'île qui s'étaient réunis les 4 mars 1731 et jours suivants au couvent d'Orezza pour se prononcer sur la légitimité de la guerre contre Gênes. Il participa par ses écrits à la guerre contre Gênes (cf. Lettera di un Corso ad un suo amico nazionale abitante in terra ferma (1732) et Disinganno... (1736). Évêque de Tivoli et auditeur du cardinal Ferroni (1765)[10].
- Antoine Rivarola (Oletta 1725 - Turin 1795), fils de Dominique. Consul du roi de Sardaigne à Livourne, puis Général gouverneur de Villefranche-sur-Mer (Alpes-Maritimes)[10].
- Jean-Antoine Vidau, dit Fredianu Vidàu (Oletta 1754 - Bastia 1827 ?). Conseiller d’État de Lisa Baciocchi grande-duchesse de Toscane. Il rentre à Bastia en 1814 lorsqu’il apprend que Napoléon est en train de perdre son Empire. Les Bastiais se révoltent et Vidau est élu président du "Comité supérieur de la ville de Bastia, capitale du royaume de Corse", le secrétaire étant Salvatore Viale. Plus tard, il a été maire de Bastia (1821-1827)[10].
- François de Rivarola né le 18/02/1779 à Villefranche-sur-Mer – Décédé à Argostoli le 07/10/1853, fils de Antoine de Rivarola, gouverneur de Villafranca. À la mort de son père, décide d’entrer dans l’armée britannique. Le 18 mars 1795, il commence sa carrière comme porte-enseigne dans le Corsican Regiment of Foot commandé par Sir George Smith et plus connu sous le nom de Smith’s Union Corps.

Le 19 juillet 1821, F. Rivarola devient colonel ; le 3 mars 1825, Colonel Commandant of the Royal Malta Fencible Regiment ; le 22 juillet 1830, Major General ; le 23 novembre 1841, lieutenant général. En 1841, Il est nommé lieutenant-gouverneur de Zante. Il est également fait en 1842, par sa Majesté le roi de Sardaigne, chevalier de l’ordre de Saint-Maurice et Lazare. Son mausolée se dresse en haut d'une colline face au village.
- Albert Tozza (Oletta 1855 - Paris 1923) Auteur d’une "Histoire de la Corse" et de nombreux autres ouvrages seul ou avec Aimé Giron[24].
- François Agostini (Montluçon, Allier 1898 - Senlis, (Oise), 5 avril 1985, Inhumé à Oletta). Musicien, compositeur. Directeur artistique de la société Pathé-Marconi. Directeur de l’Opéra-Comique (1950-1955). Directeur de l’Opéra de Paris (1955-1965).
- Dominique Marfisi (Oletta 1902 - Cannet-Rocheville 1973). Poète, parolier talentueux.
- Pergola (chanoine), (décédé à Oletta 1985). Curé d’Oletta, c'était un érudit. Il a annoté l’histoire de l’Église corse de l’abbé Casanova[25]. Il est l'un des fondateurs de l'Association archéologique du Nebbiu créée le 28 septembre 1970, l’une des associations fondatrices de la FAGEC (Fédération d’Associations et Groupements pour les Études Corses) aux activités nombreuses dans le Nebbiu, notamment dans le domaine des prospections archéologiques.